# 三宅雪嶺

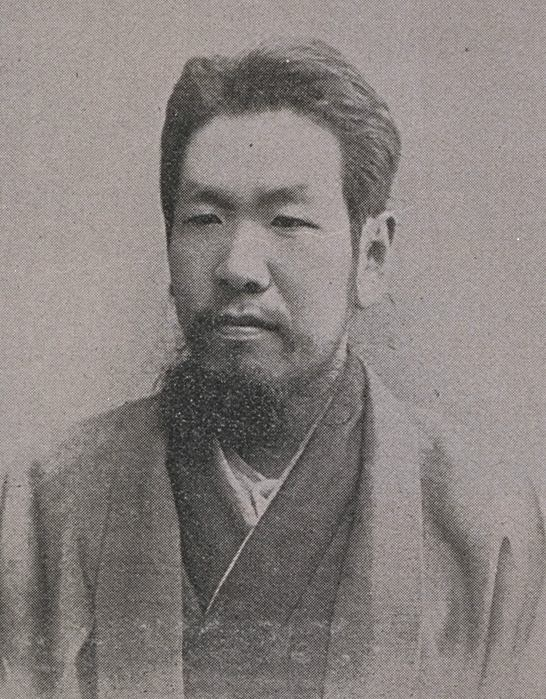
三宅雪嶺（1900年）

三宅 雪嶺（みやけ せつれい、1860年7月7日〈万延元年5月19日〉 - 1945年〈昭和20年〉11月26日）は、日本の哲学者、国粋主義者、評論家。加賀国金沢（現・石川県金沢市）生まれ。本名は雄二郎。帝国芸術院会員、文化勲章受章者。

## 人物
1860年（万延元年）、加賀藩家老本多家の儒医・三宅恒の子として生まれる。官立東京開成学校を経て、東京大学文学部哲学科（のち帝国大学文科大学）卒。
卒業後の1883年（明治16年）、臨時修史局編纂掛（現：東京大学史料編纂所）に就職。のち文部省編輯局を経て、1887年（明治20年）、東京専門学校と哲学館で講議を担当。
同じ頃、後藤象二郎の大同団結運動や条約改正反対運動など自由民権運動に関わる。1888年（明治21年）、志賀重昂・杉浦重剛らと政教社を設立し、国粋主義の立場を主張するため、『日本人』を創刊する（後に『日本及日本人』に改題）。その後も、個人雑誌として『我観』を創刊、『中央公論』等に論説を発表するなどして注目を集めた。
林内閣において文部大臣への入閣の要請があったものの辞退している。1937年（昭和12年）、帝国芸術院会員、1943年（昭和18年）、文化勲章受章。主著は『真善美日本人』『偽悪醜日本人』（冨山房百科文庫で再刊）『自伝』（人間の記録・日本図書センターで再刊）『宇宙』等。『ジャパン・レビュー』への寄稿もある。
1945年（昭和20年）11月26日、老衰のため北多摩郡狛江村猪方の故・中野正剛の別荘で死去。死去に際して、天皇から祭粢料が下賜された。墓所は青山霊園。

## 親族
1892年（明治25年）に結婚した三宅花圃（みやけかほ、旧姓：田辺）は樋口一葉と同門だった小説家、歌人。衆議院議員・中野正剛は娘婿。

## 著書

### 単著
- 『基督教小史』 第1冊、集成社、1886年6月。 NCID BN13360616。全国書誌番号:40049581。
- 『哲学涓滴』文海堂、1889年11月。 NCID BN10254361。全国書誌番号:40000138。
- 『論理学』文学社〈学芸新書〉、1890年9月。 NCID BA85491210。全国書誌番号:40000289。
- 『真善美日本人』政教社、1891年3月。 NCID BA80584700。全国書誌番号:41019248。
  - 『真善美日本人』天佑社〈明治傑作叢書 第1編〉、1919年3月。 NCID BA35238997。全国書誌番号:43045466。
  - 『真善美日本人』講談社〈講談社学術文庫 684〉、1985年5月。ISBN 9784061586840。 NCID BN09956667。全国書誌番号:85057292。偽悪醜日本人を付す
- 『偽悪醜日本人』政教社、1891年5月。 NCID BA45185988。全国書誌番号:41019182。
- 『我観小景』政教社、1892年10月。 NCID BA78983419。全国書誌番号:40000014 全国書誌番号:55007157。
- 『王陽明』政教社、1893年11月。 NCID BN1550180X。全国書誌番号:40019126。
- 『馬鹿趙高』俎橋観音補、政教社、1894年4月。 NCID BA3391359X。全国書誌番号:41007173。
- 小谷保太郎 編『雪嶺漫筆』吉川弘文館、1903年1月。全国書誌番号:41017407。
- 『大塊一塵』政教社、1904年1月。 NCID BN15598109。全国書誌番号:40031380。
- 『小泡十種』鶏声堂、1906年12月。 NCID BN11567500。全国書誌番号:41017377。
- 『明治丁未題言集』政教社出版部、1908年3月。 NCID BA4151440X。全国書誌番号:41017413。
- 『宇宙』政教社、1909年1月。 NCID BN1397498X。全国書誌番号:41018256。
- 『偉人の跡』丙午出版社、1910年3月。 NCID BA34813830。全国書誌番号:40015440。
- 『明治思想小史』丙午出版社〈大正文庫 第1編〉、1913年3月。 NCID BN08853760。全国書誌番号:43019390。
- 『世の中』実業之世界社、1914年6月。 NCID BN15650424。全国書誌番号:43022029。
  - 『世の中』 続、実業之世界社、1917年8月。 NCID BN15650424。全国書誌番号:43022028。
- 『青年訓』修道文庫刊行会〈修道文庫 第1編〉、1915年11月。全国書誌番号:43021694。
  - 『青年訓』（再版）修道文庫刊行会〈修道文庫 第1編〉、1915年12月。全国書誌番号:43021694。
  - 菊地暁汀 編『青年訓』（3版）稲西書院、1919年5月。全国書誌番号:42007606。
  - 菊地暁汀 編『青年訓』（増訂4版）稲西書院、1920年5月。全国書誌番号:42007607。
- 『壇上より国民へ』金尾文淵堂、1915年11月。 NCID BA38436873。全国書誌番号:43023115。
- 『縮刷解説 宇宙』青柳有美解説、実業之世界社、1915年11月。 NCID BA43842727。
  - 『縮刷解説 宇宙』青柳有美解説（改32版）、実業之世界社、1925年5月。全国書誌番号:43048841。
  - 『縮刷解説 宇宙』青柳有美解説（改34版）、実業之世界社、1956年1月。 NCID BA63702764。全国書誌番号:560069061。
- 『想痕』至誠堂書店、1916年8月。 NCID BN15665443。全国書誌番号:43022076。
- 柏田哲男 編『小紙庫』耕文堂、1918年5月。 NCID BN05582576。全国書誌番号:43027070。
- 『東西英雄一夕話』政教社、1918年10月。 NCID BA4308978X。全国書誌番号:43027157。
- 『独言対話』至誠堂書店、1919年3月。 NCID BN11951600。全国書誌番号:43027195。
- 偉人言行研究会 編『志行一致を計れ』大盛堂書店・城北書房、1919年10月。全国書誌番号:43045402。
- 『出発の準備』博文館、1919年11月。 NCID BB17019569。全国書誌番号:43029719。
- 『内実の力』アルス、1920年10月。 NCID BA38186845。全国書誌番号:43029907。
- 『一地点より』帝都日日新聞社、1933年9月。 NCID BN14889004。全国書誌番号:46077756。
- 『隔日随想』帝都日日新聞社出版部、1934年12月。 NCID BN09209971。全国書誌番号:47009607。
- 『二日一言』帝都日日新聞社出版部、1935年12月。 NCID BA37562646。全国書誌番号:46071202。
- 『初台雑記』帝都日日新聞社、1936年11月。 NCID BA40211333。全国書誌番号:46070269。
- 『人の行路』実業之世界社、1937年5月。 NCID BN13269944。全国書誌番号:46071263。
- 『面白くならう』帝都日日新聞社、1938年2月。 NCID BN07629182。全国書誌番号:46046499。
- 『武将論』千倉書房、1938年8月。 NCID BA34888079。全国書誌番号:46071527。
- 『戦争と生活』帝都日日新聞社、1938年10月。 NCID BN13951973。全国書誌番号:46061562。
- 『英雄論』千倉書房、1939年2月。 NCID BA33602603。全国書誌番号:46045533。
- 『人物論』千倉書房、1939年3月。 NCID BN04698520。全国書誌番号:46059561。
- 『生活の磨き』千倉書房、1939年6月。 NCID BA57600136。全国書誌番号:46060596。
- 『祖国の姿』千倉書房、1939年8月。 NCID BA3008881X。全国書誌番号:46062695。]
  - 『祖国の姿』慧文社、2015年11月。ISBN 9784863301542。 NCID BB20493477。全国書誌番号:22678228。
- 『事変最中』帝都日日新聞社、1939年10月。 NCID BA38127711。全国書誌番号:46056709。
- 小貫修一郎・宇野正盛 編『今の時局に野依君が十人あれば』実業之世界社・帝都日日新聞社、1939年11月。 NCID BA65124920。全国書誌番号:44044619。
  - 小貫修一郎・宇野正盛 編『今の時局に野依君が十人あれば』秀文閣書房、1939年11月。全国書誌番号:73020207。
- 『変革雑感』帝都日日新聞社、1940年9月。 NCID BN09173648。全国書誌番号:46072716。
- 『爆裂の前』実業之世界社、1942年3月。 NCID BA44818433。全国書誌番号:46000524。
- 『爆裂して』秀文閣書房、1942年10月。 NCID BA90834203。全国書誌番号:46000525。
- 『激動の中』秀文閣書房、1944年5月。 NCID BN05504812。全国書誌番号:46000527。
- 『大学今昔譚』我観社、1946年11月。 NCID BN07354448。全国書誌番号:46000526。
  - 『大学今昔譚』寺崎昌男・久木幸男監修、大空社〈日本教育史基本文献・史料叢書 8〉、1991年4月。ISBN 9784872366082。 NCID BN06327188。全国書誌番号:91045137。
- 『雪嶺絶筆』帝都出版、1946年12月。 NCID BA35680448。全国書誌番号:56006907。
- 『出発の準備』百万人文庫、1949年4月。 NCID BA54758065。全国書誌番号:49000941。
- 『同時代史』 第1巻 万延元年より明治十年迄、岩波書店、1949年7月。 NCID BN04743170。全国書誌番号:49010995。復刊1967年、1990年ほか
  - 『同時代史 第2巻 明治十一年より明治二十六年迄』岩波書店、1950年3月。 NCID BN04743170。全国書誌番号:49007094。
  - 『同時代史 第3巻 明治二十七年より明治四十年迄』岩波書店、1950年12月。 NCID BN04743170。全国書誌番号:50004758。
  - 『同時代史 第4巻 明治四十一年より大正四年迄』岩波書店、1952年3月。 NCID BN04743170。全国書誌番号:50004759。
  - 『同時代史 第5巻 大正五年より大正十五年（昭和元年）迄』岩波書店、1953年2月。 NCID BN04743170。全国書誌番号:50004760。
  - 『同時代史 第6巻 昭和二年より昭和二十年迄』岩波書店、1954年8月。 NCID BN04743170。全国書誌番号:50004761。
- 『自分を語る』朝日新聞社〈朝日文庫〉、1950年1月。 NCID BN05467931。全国書誌番号:81043879。
  - 「自伝」『徳富猪一郎・三宅雪嶺』平凡社〈日本人の自伝 5〉、1982年10月。ISBN 9784124004274。 NCID BN00386005。全国書誌番号:83001426。
  - 『三宅雪嶺 自伝／自分を語る』日本図書センター〈人間の記録 43〉、1997年12月。ISBN 9784820542865。 NCID BA33938750。全国書誌番号:98065506。
- 『学術上の東洋西洋』 上下巻、実業之世界社、1954年12月-1955年4月。 NCID BN10117291。全国書誌番号:55005206。
- 『妙世界建設』実業之世界社、1952年1月。 NCID BA31752547。全国書誌番号:56006908。
- 『東西美術の関係』実業之世界社、1955年11月。 NCID BA32148311。全国書誌番号:56006966。
- 『人類生活の状態』 上下巻、実業之世界社、1955年11月-1956年2月。 NCID BA40665964。全国書誌番号:56006968。
- 『人生八面観』実業之世界社、1955年11月。 NCID BN06039729。全国書誌番号:56013343。
- 『東洋教政対西洋教政』 上下巻、実業之世界社、1956年2月。 NCID BN14235744。全国書誌番号:56013227。

### 執筆
- 「哲学の範囲を論ず」『哲学汎論』管野幹 編、哲学書房、1887年10月。 NCID BA78963830。全国書誌番号:40000173。
- 「哲学と数学との交渉」『岩波講座哲学』 第5、岩波書店、1932年。 NCID BA66229764。全国書誌番号:51002675。
- 「明治哲学界の回顧（附記）」『岩波講座哲学』 第11、岩波書店、1932年。 NCID BN0615505X。全国書誌番号:51002675。
- 「新体制の要求する人物」『新体制論』帝都日日新聞社、1941年。全国書誌番号:44005567。
- 「真善美日本人・偽悪醜日本人」『日本人論』生松敬三編・解説、冨山房百科文庫 8、1977年8月。 NCID BN01518010。全国書誌番号:77016355。他は芳賀矢一「国民性十論」

### 共著
- 三宅雄二郎、志賀重昂『断雲流水』政教社、1896年5月。 NCID BA52416559。全国書誌番号:41017418 全国書誌番号:54014277。
- 三宅雪嶺、福本日南、服部誠一、西村天囚、鈴木天眼、木内天眠、三島中洲、落合直文『秋声白露』研学会〈研学叢書 第5編〉、1898年12月。 NCID BA49169258。全国書誌番号:41021704。
- 三宅雪嶺、豊島洞斎、陸羯南、国友瑞軒、福本日南、三島中洲『春蘭秋菊』研学会〈文範叢書〉、1899年12月。 NCID BN14891844。全国書誌番号:40079470。
- 三宅雪嶺、大隈重信、渋沢栄一『三大家の新修養』矢野博信書房、1920年12月。 NCID BA77971946。全国書誌番号:43032532。
- 三宅雄二郎、澤柳政太郎『露西亜承認論』東方時論社・政教社、1923年5月。 NCID BB04652456。全国書誌番号:43033297。

### 翻訳
- レスタル・ワード『社会学』文海堂・井冽堂、1888年3月。 NCID BA7886115X。全国書誌番号:40031283。

### 校閲
- オスカー・ブロウニング 著、山本義明 訳『標註 教育学説史』牧野書房、1887年7月。 NCID BA39533387。全国書誌番号:40037974。
- 荒浪平治郎『通俗哲学歴史歌』 希臘之部 第1期、土塔閣、1892年2月。全国書誌番号:40000119。

### 著作集・選集
- 衛藤利夫 編『三宅雪嶺人生訓』東亜堂書房、1915年8月。 NCID BA56007711。全国書誌番号:43004712。
- 生田春月 編『三宅雪嶺修養語録』新潮社、1915年11月。全国書誌番号:43004737。
- 山川均 編『三宅雪嶺美辞名句集』京橋堂〈内外文豪美辞名句叢書 第4集〉、1917年3月。全国書誌番号:43024348。
- 藤田信亮 編『三宅雪嶺格言全集』中央出版社、1917年9月。 NCID BA64084478。全国書誌番号:43003985。
  - 藤田信亮 編『三宅雪嶺格言全集』有宏社、1927年10月。全国書誌番号:44061289。
- 『三宅雪嶺集』改造社〈現代日本文学全集 第5篇〉、1931年1月。 NCID BN09239076。全国書誌番号:46086049。
- 『雪嶺名作選集』坂東三弘社、1925年11月。
  - 『雪嶺名作選集』東洋文芸研究会編著、坂東三弘社、1934年6月。 NCID BB00456809。全国書誌番号:44060671。
- 『三宅雪嶺集』柳田泉編・解説、筑摩書房〈明治文学全集 33〉、1967年3月。 NCID BN01012587。全国書誌番号:56008589。復刊2013年
- 『陸羯南・三宅雪嶺』鹿野政直責任編集、中央公論社〈日本の名著 37〉、1971年7月。ISBN 9784124004274。 NCID BN00476072。全国書誌番号:85005207。
- 『三宅雪嶺集』本山幸彦編・解説、筑摩書房〈近代日本思想大系 5〉、1975年9月。 NCID BN01878537。全国書誌番号:74012982。

## 関連書籍
- 柳田泉『哲人三宅雪嶺先生』実業之世界社 1956
- 長谷川如是閑「三宅雪嶺」- 『三代言論人集 第5巻』時事通信社 1963
- 長妻三佐雄『公共性のエートス 三宅雪嶺と在野精神の近代』世界思想社 2002
- 長妻三佐雄『三宅雪嶺の政治思想 「真善美」の行方』ミネルヴァ書房 2012
- 中野目徹『三宅雪嶺』吉川弘文館〈人物叢書〉2019